# Sucralose
Sucralose (E 955) ist ein Süßstoff, der etwa 600-mal süßer schmeckt als Kristallzucker. Der Stoff selbst und seine als Flüssigsüße vertriebene wässrige Lösung sind „kalorienfrei“. Süßungsmittel, die zusätzlich mit Stoffen wie Maltodextrin gestreckt werden, sind relevant für die Kohlenhydratverdauung.

## Geschichte
Sucralose wurde vom Unternehmen Tate & Lyle und dem Queen Elizabeth College, University of London, bei gezielter Suche nach einem Süßstoff, der aus Zucker hergestellt werden sollte, entdeckt und entwickelt. Als erste Verbindung wurde 1976 Tetrachlorgalactosaccharose synthetisiert und deren süßer Geschmack nachgewiesen. Systematisch wurden dann in Folge die unterschiedlichen OH-Gruppen durch Chlor substituiert und im ersten Patent von 1976 neun chlorhaltige Derivate aufgezeigt, von denen Trichlorgalactosaccharose die größte Süßkraft aufwies. Die erste Zulassung dieser Verbindung unter dem Namen Sucralose erfolgte 1991 in Kanada, 1999 in den USA und 2004 in der EU.
Sucralose wird hauptsächlich in den USA hergestellt. Seit 1998 wurde sie in mehr als 60 Ländern zugelassen. Seit April 2004 ist Sucralose auch in der Europäischen Union als Lebensmittelzusatzstoff zugelassen. In Deutschland wurde Sucralose am 26. Januar 2005 gemäß der Zusatzstoff-Zulassungsverordnung zugelassen.

## Herstellung
Die Herstellung der Trichlorsaccharose Sucralose erfolgt durch Chlorierung von Saccharose. Dabei werden drei Hydroxygruppen gegen Chloratome ausgetauscht.

## Eigenschaften
Sucralose hat keinen bitteren Nachgeschmack. Die geschmackliche Wahrnehmung der Süße setzt spät ein, nach dem Herunterschlucken ist ein anhaltender süßer Nachgeschmack feststellbar. Sucralose hat keinen nennenswerten physiologischen Brennwert, da sie von den Enzymen der Kohlenhydratverdauung allenfalls nur geringfügig aufgespalten werden kann, verursacht keine Karies und hat eine sehr gute Löslichkeit und Mischbarkeit mit anderen Nahrungsmittelkomponenten. Bei der geringfügigen Aufspaltung wird von Individuum zu Individuum unterschiedlich bis zu 15 % der Sucralose zu 1,6-Dichlorfructose metabolisiert. Sucralose in wässriger Lösung ist über einen längeren Zeitraum bei sehr hohen Säuregraden und Temperaturen reaktionsfähig.

## Verwendung
Sucralose wird unter dem Handelsnamen Splenda von Heartland Food Products Group vertrieben. Die Tafelsüße in Pulver- bzw. Tablettenform enthält neben Sucralose auch Dextrose, Maltodextrin bzw. Lactose, Leucin und Carboxymethylcellulose. Sucralose in flüssiger Form wurde unter dem Handelsnamen Candys 2007 auf den Markt gebracht. Diese steril abgefüllte Tropflösung enthält nur Wasser und Sucralose.

## Gesundheitliche Wirkungen
Die amerikanische FDA sowie das Bundesinstitut für Risikobewertung empfehlen, die Tagesdosis auf 15 mg pro kg Körpergewicht zu beschränken, während die EFSA 5 mg pro kg Körpergewicht festlegt.
Es gibt Hinweise, dass Sucralose Nebenwirkungen verursacht, aber bis heute ist kein wissenschaftlicher Beweis erbracht worden. Einige Tierversuche zeigten Hinweise auf Komplikationen, die durch Sucralose verursacht werden könnten, beispielsweise einen negativen Einfluss auf die Darmflora. Da aber eine schädliche Wirkung wissenschaftlich nicht bestätigt werden konnte, beschloss die Europäische Union am 7. September 2000, Sucralose den gefahrlosen Produkten zuzuordnen und zum Verbrauch freizugeben. Ein möglicher Einfluss von Sucralose auf die Darmflora wird weiterhin untersucht.
Die schwedische Umweltbehörde Naturvårdsverket hat 2005 Sucralose ebenfalls auf die Liste der harmlosen Stoffe gesetzt. In einer Übersichtsarbeit wird erwähnt, dass sich bei thermischer Belastung – beispielsweise durch Kochen oder Backen – von Sucralose Dioxine bilden können. Beim Erhitzen von Sucralose oder Lebensmitteln mit Sucralose über 120 °C können sich chlorierte organische Verbindungen mit gesundheitsschädlichem Potenzial bilden, wie beispielsweise polychlorierte Dibenzo-p-dioxine (PCDD) bzw. Dibenzofurane (PCDF) oder Chlorpropanole. Das Bundesinstitut für Risikobewertung trifft in einer vorläufigen Bewertung keine abschließende Risikobewertung, da noch Daten fehlen. Es empfiehlt aber, Sucralose-haltige Lebensmittel nicht auf Temperaturen zu erhitzen, wie sie beim Backen, Frittieren und Braten entstehen.

## Umweltrelevanz
Wie viele andere chlororganische Verbindungen wird die Sucralose in der Umwelt oder in Kläranlagen nur langsam abgebaut, in der Kläranlage sind es zwischen 10 und 15 %. Dadurch reichert sie sich in der Umwelt an und ist in Flüssen und Seen nachweisbar.